# معاوية والحسن والحسين (مسلسل)
معاوية والحسن والحسين مسلسل سوري من إخراج عبد الباري أبو الخير تدور أحداثه حول سيرة حياة حفيدي الرسول الحسن والحسين وعلاقتهما بالصحابة والفتن التي وقعت بينهما وبين الصحابة عقب قتل عثمان بن عفان وإظهار مؤامرات اليهود من خلال شخصية عبد الله بن سبأ، ودوره في إثارة الفتنة بين المسلمين.
يتناول العمل الذي تدور أحداثه في إطار ملحمي الفتنة الكبرى التي أحدثت شرخاً للأمة الإسلامية، وهي الفترة منذ بدء الفتنة بعد استشهاد الخليفة عثمان بن عفان، ومروراً بتولي الإمام علي، ثم استشهاد علي وتولي الحسن، ثم تنازل الحسن وتولي معاوية، وتولي يزيد، وحتى استشهاد الحسين في كربلاء، كما يتناول المسلسل أحداث معركتي الجمل وصفين.

## انتقادات
أحدث المسلسل ضجة كبيرة حيث اعترض على إصداره العديد من علماء الدين وخاصة الشيعة وتمت مقاطعته من قبل الحكومة العراقية ومنعت عرضه على القنوات العراقية.
وشهد المسلسل منذ الإعلان عنه معارضة واسعة حيث أصدر الأزهر في مصر بيانا يحذر فيه القنوات المصرية من عرضه لأن الأزهر يرفض تجسيد الصحابة في الأعمال الدرامية، كما أعلن أسامة هيكل وزير الإعلام المصري رفضه التام لعرض المسلسل بعدما حرم الأزهر مشاهدته ووجه رسالة تحذير لجميع القنوات المصرية التي أصرت على عرضه بالتوقف عن ذلك. 

## أبطال المسلسل
- رشيد عساف: معاوية بن أبي سفيان.
- خالد الغويري: الحسن.
- محمد المجالي: الحسين.
- فارس الحلو: ابن سبأ.
- تيسير إدريس: الأشتر.
- فتحي الهداوي: حرقوص بن زهير.
- طلحت حمدي: الزبير بن العوام.
- زيناتي قدسية: عدي بن حاتم.
- رياض وردياني: طلحة بن عبيد الله.

فائق عرقسوسي - فادي صبيح - سهيل جباعي - محمود نصر - محمود خليلي - رافي وهبي - يوسف المقبل - مهند قطيش - علاء قاسم - زياد سعد - ناصر وردياني - محمد آل رشي - محمد ناصيف - جمال العلي - غسان عزب - محمد مصطفى - توفيق اسكندر - فايز أبو دان - سهيل حداد - رامز أسود - مالك محمد - منذر أبو راس - فادي الحموي - كميل أبو صعب.
| - نادين قدور: جعدة بنت الأشعث. - محمد القباني: عمرو بن العاص من الأردن. - جميل براهمة: عبد الله بن عمر من الأردن.. - عاكف نجم: عمار بن ياسر من الأردن. - مصطفى أبو هنود - اشرف طلفاح - ناديا عودة - أنور خليل. - بيير داغر: ابن ملجم من لبنان. - عمرو القاضي: حبيب بن مسلمة من مصر. | - عبد الباسط بن خليفة: حكيم بن جبلة.من الجزائر - عبد الله بهمن: زيد بن عمر بن الخطاب من الكويت - عبد الله العمراني: عثمان بن حنيف من المغرب - هشام بهلول: مسلم بن عقيل المغرب.. - زينب السمكاوي: المرأة الكوفية المغرب. - ياسر عبد اللطيف: النجاشي من السودان. |

ضيوف الشرف
- قاسم ملحو: الحر التميمي .
- عبد الرحمن أبو القاسم: أبو هريرة.
- تاج حيدر: زينب بنت علي.
- لينا حوارنة: فاطمة بنت علي.
- أحمد منصور: الأحنف بن قيس.
- بكر قباني.
- علي عليان: كبير اليهود.
- هشام هنيدي آداء صوت عثمان بن عفان.
- كريم محسن آداء صوت علي بن أبي طالب.

## وصلات خارجية
- صفحة المسلسل على قاعدة بيانات السينما العربية